# Edificios de Relaciones Exteriores
Los antiguos inmuebles o Edificios de Relaciones Exteriores en Panamá ubicados en la Avenida Cuba son considerados monumentos históricos nacionales. Mediante Ley 37 de 22 de mayo de 1996 fueron declaradas monumentos históricos nacionales.
Fueron construidos durante la tercera administración del Dr. Belisario Porras. En ellos se han celebrado exposiciones culturales, artísticas y comerciales. También han servido como sede para una escuela, funcionó como casa de gobierno, fue sede del Ministerio de Relaciones Exteriores.  En la actualidad uno de los edificios es ocupado por la Procuraduría de la Administración y el otro por la Gobernación de la provincia de Panamá.